# Маріїнський (Стерлітамацький район)
Марії́нський (рос. Мариинский, башк. Мариинский) — село у складі Стерлітамацького району Башкортостану, Росія. Входить до складу Отрадовської сільської ради.
Населення — 1896 осіб (2010; 361 в 2002).
Національний склад:
- татари — 31%
- башкири — 31%
- росіяни — 27%